# Iván López (football, 1978)
Pour les articles homonymes, voir Iván López (athlétisme).
Iván Leonardo López Licht (né le 13 mai 1978 à Bogota en Colombie) est un joueur de football international colombien, qui évoluait au poste de défenseur.

## Biographie

### Carrière en sélection
Avec l'équipe de Colombie, il dispute 11 matchs (pour aucun but inscrit) entre 1998 et 2003. Il figure notamment dans le groupe des sélectionnés lors de la Copa América de 2001.
Il participe également à la Gold Cup de 2000.

## Palmarès
Colombie
| - Copa América (1) : - Vainqueur : 2001. |  | - Gold Cup : - Finaliste : 2000. |